# Bonellia seleriana
Bonellia seleriana là một loài thực vật có hoa trong họ Anh thảo. Loài này được (Urb. & Loes. ex Mez) B.Ståhl & Källersjö mô tả khoa học đầu tiên năm 2004.